# Maxima (datorprogram)

Maxima är ett fritt datoralgebrasystem baserat på en version av Macsyma från 1982. Programmet är skrivet i Common Lisp och fungerar på alla POSIX plattformar som Unix, Mac OS, BSD, Linux, men även under Microsoft Windows. Maxima är fri programvara och tillgängligt under GNU General Public License.

## Historia
Maxima är baserat på en version av Macsyma, ett datoralgebrasystem som började utvecklas 1968 av MIT med finansiering från USA:s energidepartement och andra myndigheter. En version av Macsyma underhölls av Bill Schelter från 1982 fram till hans död 2001. 1998 fick Schelter tillåtelse av energidepartement att släppa sin version under det öppna licensen GPL. Den versionen, nu kallad Maxima underhålls idag av en grupp oberoende utvecklare och användare. Maxima innehåller inga av de många förbättringar och funktioner som utvecklats för Macsyma under åren 1982–1999.

## Funktioner
Maxima innehåller ett komplett programmeringsspråk med ALGOL-liknande syntax men med semantik som Lisp. Programmet är skrivet i Common Lisp och kan utökas eftersom den underliggande lispkoden kan anropas från Maxima. Gnuplot används för plottritande.